# Jung Sang-jin
Jung Sang-jin (kor. 정상진; * 16. April 1984 in Seoul) ist ein südkoreanischer Leichtathlet, der sich auf den Speerwurf spezialisiert hat.

## Sportliche Laufbahn
Erste internationale Erfahrungen sammelte Jung Sang-jin im Jahr 2002, als er bei den Juniorenweltmeisterschaften in Kingston mit einer Weite von 73,99 m die Bronzemedaille gewann und anschließend bei den Juniorenasienmeisterschaften in Bangkok mit 75,36 m siegte. 2005 schied er bei der Sommer-Universiade in Izmir mit 69,55 m in der Qualifikation aus und gewann anschließend bei den Asienmeisterschaften in Incheon mit 76,85 m die Silbermedaille hinter dem Chinesen Li Rongxiang. Daraufhin wurde er bei den Ostasienspielen in Macau mit 75,33 m Vierter. 2007 gewann er bei den Asienmeisterschaften in Amman mit 70,95 m die Bronzemedaille hinter dem Chinesen Chen Qi und seinem Landsmann Park Jae-myong und erreichte anschließend bei den Studentenweltspielen in Bangkok mit 74,22 m Rang neun. Zwei Jahre später belegte er bei der Sommer-Universiade in Belgrad mit 76,15 m den achten Platz und schied anschließend bei den Weltmeisterschaften in Berlin mit 72,80 m in der Qualifikation aus. Bei den Asienmeisterschaften in Guangzhou wurde er mit 73,34 m Siebter. 2010 nahm er erstmals an den Asienspielen ebendort teil und erreichte dort mit 71,5 m Rang neun.
Bei den Leichtathletik-Asienmeisterschaften 2011 in Kōbe belegte er mit 78,65 m den vierten Platz und schied anschließend bei den Weltmeisterschaften in Daegu mit 72,03 m in der Qualifikation aus. Im Jahr darauf qualifizierte er sich für die Teilnahme an den Olympischen Spielen in London, bei denen er mit 76,37 m aber den Finaleinzug verpasste.
In den Jahren 2010 und 2012 sowie 2015 und 2016 wurde Jung südkoreanischer Meister im Speerwurf.